# Fading Shades
Fading Shades es el sexto álbum de estudio de la cantante alemana Sandra, publicado en 1995.

## Grabación del álbum
Este álbum fue grabado por Sandra mientras estaba embarazada de gemelos. En él participó un nuevo productor y compositor junto a Michael Cretu: Jens Gad. El disco incluyó una poderosa versión de «Nights in White Satin» de The Moody Blues. El vídeo musical mostró únicamente primeros planos del rostro de la cantante, debido al avanzado estado de gestación en la que ésta se encontraba dentro de su embarazo. La portada del álbum provenía precisamente de este vídeo musical que la cantante rodó para «Nights in White Satin». Nuevamente Andy «Angel» Hard puso la voz masculina en Fading Shades, al igual que ya había hecho en el álbum precedente de Sandra, Close to Seven.
El 6 de julio de 1995, Sandra dio a luz a sus mellizos Nikita y Sebastian en un hospital de Múnich mediante un parto por cesárea. La cantante decidió posponer a partir de entonces su carrera y dedicarse a criar a sus hijos.
Michael Cretu y Jens Gad versionarían más tarde la música de la canción «First Lullaby» contenida en Fading Shades y la publicarían en 1998 como Trance Atlantic Air Waves bajo el título de «L-42» en su álbum The Energy of Sound.

## Recibimiento
Este álbum fue uno de sus menos exitosos cuando se publicó: alcanzó solamente el número 42 en Alemania y el número 37 en Suiza. Esto se debió a la imposibilidad de que el álbum fuera promocionado, debido a lo avanzado que estaba el embarazo de la cantante. 

## Sencillos
La primera canción en extraerse del álbum fue «Nights in White Satin», que llegó al número 34 en la lista de Nueva Zelanda. En Israel consiguió llegar hasta el número 1, y en Finlandia y Australia logró escalar al top 20 de las listas. El segundo sencillo publicado, «Won't Run Away», fue la primera canción a la que no se le hizo un vídeo musical. Se convirtió en su tercer sencillo en no subir en las listas de éxito musicales.

## Lista de canciones
| Fading Shades |                           |                                |          |  |
| N.º           | Título                    | Música - Letra                 | Duración |  |
| 1.            | «Fading Shades (Part I)»  | Gad                            | 1:02     |  |
| 2.            | «Nights in White Satin»   | Justin Hayward                 | 3:34     |  |
| 3.            | «Son of a Time Machine»   | Gad - Cretu/Hirschburger       | 5:01     |  |
| 4.            | «Won't Run Away»          | Gad - Gad/Hirschburger         | 4:14     |  |
| 5.            | «Tell Me More»            | Gad - Gad/Hirschburger         | 3:15     |  |
| 6.            | «Will You Whisper»        | Gad - Hirschburger             | 4:13     |  |
| 7.            | «Invisible Shelter»       | Gad - Cretu/Hirschburger       | 5:20     |  |
| 8.            | «You Are So Beautiful»    | Gad - Gad/Hirschburger         | 4:38     |  |
| 9.            | «I Need Love '95»         | Cretu - Cretu/Hirschburger     | 3:28     |  |
| 10.           | «First Lullaby»           | Cretu/Gad - Cretu/Hirschburger | 4:20     |  |
| 11.           | «Fading Shades (Part II)» | Gad                            | 1:06     |  |
| 40:11         |                           |                                |          |  |

## Personal
Detalles de producción
- Acompañamiento vocal: Andy «Angel» Hard
- Producido e ingenierizado por Michael Cretu y Jens Gad
- Arreglos y programación: Jens Gad
- Grabado en los A.R.T. Studios, Ibiza (España)

Detalles del álbum
- Diseño artístico: Virgin Munich

## Posiciones
| País (1995) | Máxima posición |
| ----------- | --------------- |
| Alemania    | 42              |
| Suiza       | 37              |